# Loxicephala
Loxicephala is een geslacht van rechtvleugeligen uit de familie Thericleidae. De wetenschappelijke naam van dit geslacht is voor het eerst geldig gepubliceerd in 1977 door Descamps.

## Soorten
Het geslacht Loxicephala omvat de volgende soorten:
- Loxicephala linguifera Descamps, 1977
- Loxicephala mirei Descamps, 1977
- Loxicephala nigricoxa Descamps, 1967